# Kute Panang (plaats)
Kute Panang is een bestuurslaag in het regentschap Aceh Tengah van de provincie Atjeh, Indonesië. Kute Panang telt 227 inwoners (volkstelling 2010).